# Knud J.V. Jespersen
Knud Jesper Vinggård Jespersen (8. februar 1942 - 29. juli 2022) var en dansk historiker, der var professor ved Syddansk Universitet, og som var kongelig ordenshistoriograf fra 1995 til 2018.
Jespersen blev mag.art. i historie fra Odense Universitet 1971 og dr.phil. 1977. Han blev ansat ved Odense Universitet i 1971 som amanuensis, siden adjunkt, og blev 1975 lektor samme sted. 1989 blev han docent og endelig 1996 professor. 23. maj 1984 blev han medlem af Det kongelige danske Selskab for Fædrelandets Historie. I 1995 afløste han den afdøde Tage Kaarsted som kongelig ordenshistoriograf, og 1999 blev han medlem af Videnskabernes Selskab.
Han var Kommandør af 1. grad af Dannebrog, modtog Erindringsmedaillen i anledning af Hans Kongelige Højhed Prinsgemalens 75 års fødselsdag, Erindringsmedaillen i anledning af Hendes Majestæt Dronning Margrethe II's 25 års regeringsjubilæum, Den Hellige Skats Orden (Zui ho ho), Forbundsrepublikken Tysklands Fortjenstorden og Hvide Roses Orden.
I 2007 var hans bog Historien om danskerne 1500-2000 nomineret til Årets historiske bog, der uddeles af Dansk Historisk Fællesråd.